# Ruta A-35
La ruta A-35 es una ruta regional primaria que se encuentra en el norte Grande de Chile en la Región de Arica y Parinacota. En su recorrido de 72,4 km une la ruta 5 Panamericana, Arica e Iquique con Codpa y los poblados pre-altiplánicos de la región.

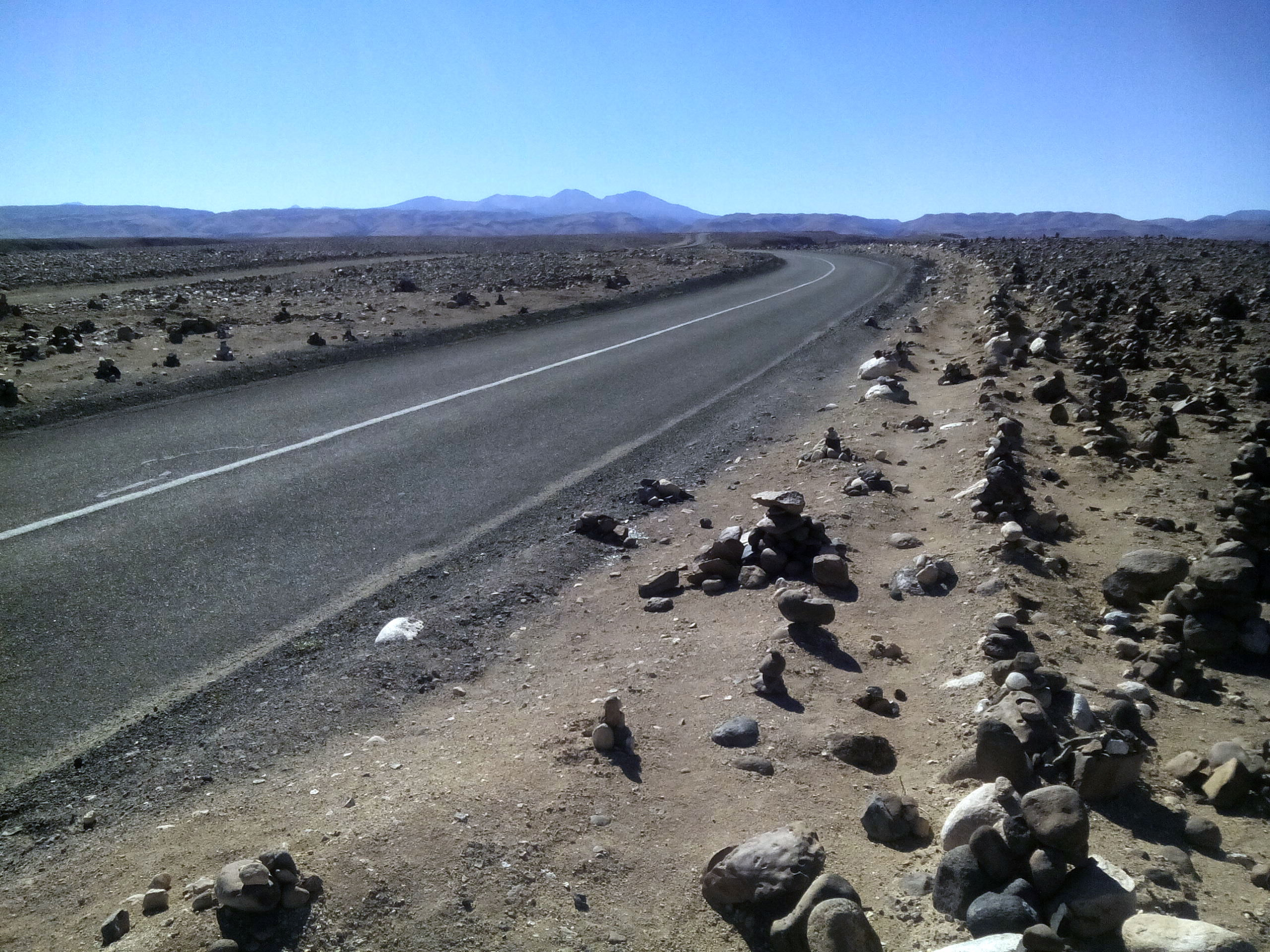
km 32,9 Altos de Chacaya (2300 m s.n.m.), algunos 12 km antes de llegar a Codpa

Desde su comienzo, el trazado es de asfalto hasta la localidad de Codpa. En la salida del poblado, la ruta es de ripio para luego convertirse en camino de tierra. Luego nuevamente retoma la carpeta de asfalto desde Timar hasta el término de la ruta. En sectores pasa por peligrosas curvas localizadas sobre los cerros del valle de Codpa.
El tránsito vehicular es relativamente bajo en esta ruta, pero aborda un amplio espectro de vehículos circulantes (desde automóviles hasta camiones), producto de que une el centro poblado más grande de la comuna de Camarones, el pueblo de Codpa, con la capital regional, favoreciendo el desarrollo agrícola y el turismo.
El rol asignado a esta ruta fue ratificado por el decreto MOP N.º 2136 del año 2000.

## Ciudades y localidades
Los accesos inmediatos a ciudades y localidades, y las áreas urbanas por las que pasa esta ruta de oeste a este son:

### Región de Arica y Parinacota
Recorrido: 72 km (kilómetro 0 a 72).
- Provincia de Arica: acceso a Marquirave (km 46), Codpa (km 46), acceso a Guañacagua (km 46), Timar (km 68).